# Niveau trophique

Deux représentations rendant compte du fonctionnement d'un écosystème : pyramide écologique (a) et réseau trophique (b).

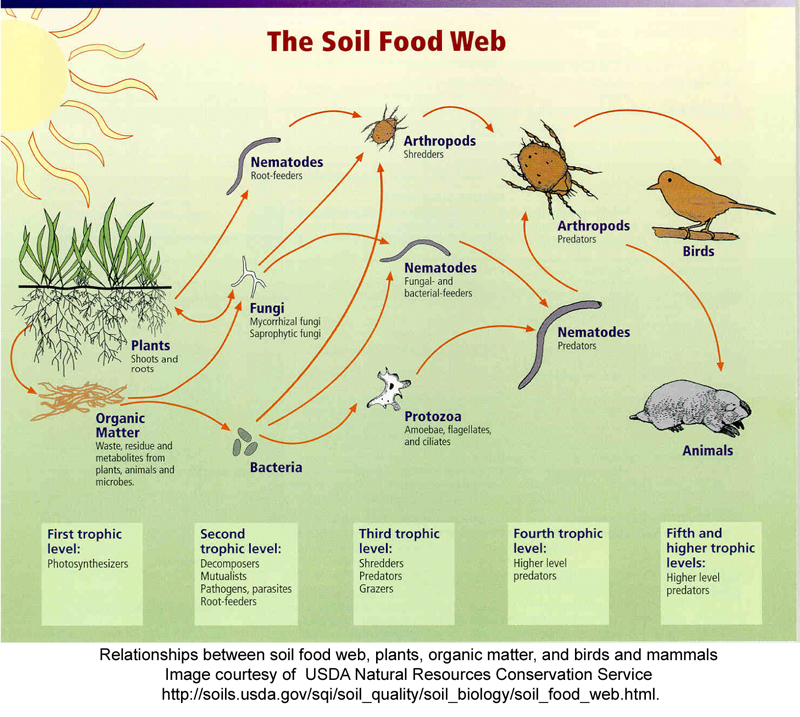
Un exemple de réseau trophique, le réseau trophique du sol dans lequel le microbiote tellurique fait partie des consommateurs primaires qui constituent le second niveau trophique.

En écologie, le niveau trophique ou maillon trophique est le rang qu'occupe un être vivant dans un réseau trophique. Il se mesure en quelque sorte par la distance qui sépare cet être du niveau basique qui est celui de la production primaire autotrophe.
Au-dessus de ce niveau de base, chaque maillon (ou étage) d'une chaîne alimentaire correspond à un niveau trophique.
En écosophie le réseau trophique écologique est considéré comme un système apyramidal.

## Enjeux
C'est un concept théorique de l'écologie qui permet de mieux cerner ou expliquer certaines relations entre espèces (relations prédateur-proie notamment), les cycles et flux d'énergie et de nutriments dans les écosystèmes, les réseaux trophiques ainsi que les phénomènes de bioconcentration dans la pyramide alimentaire, qui ont une grande importance en écotoxicologie.

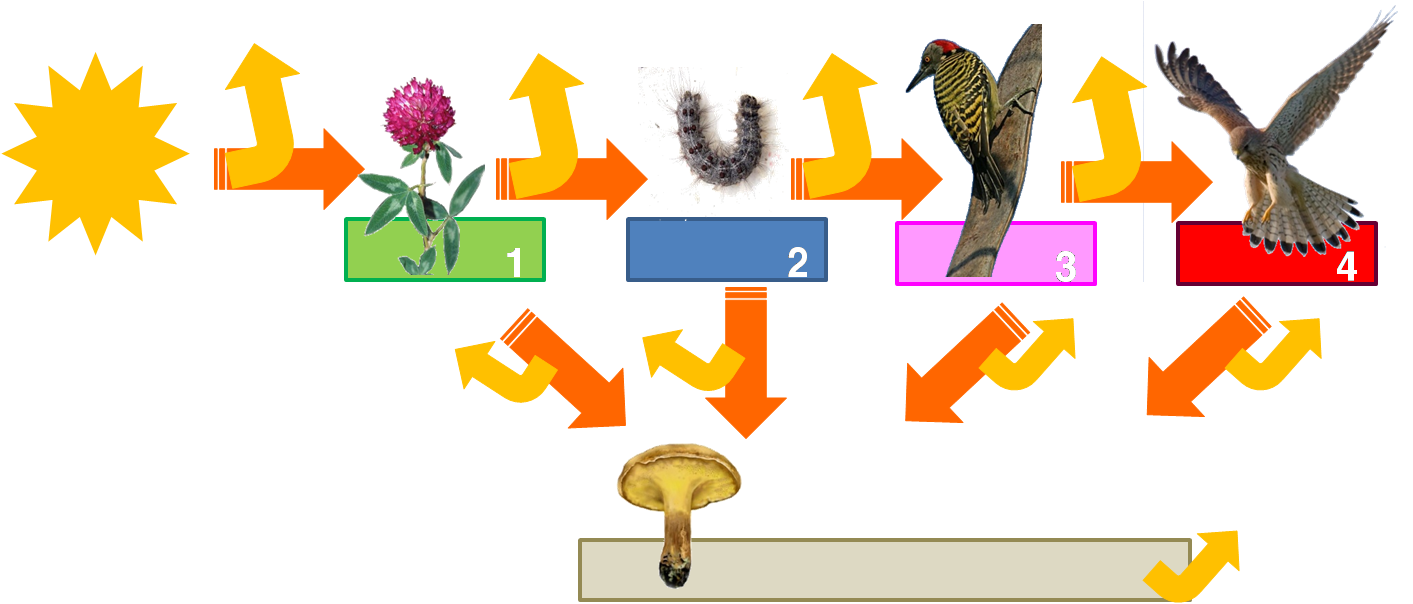
Principes des flux et « pertes » d'énergie dans le réseau trophique.

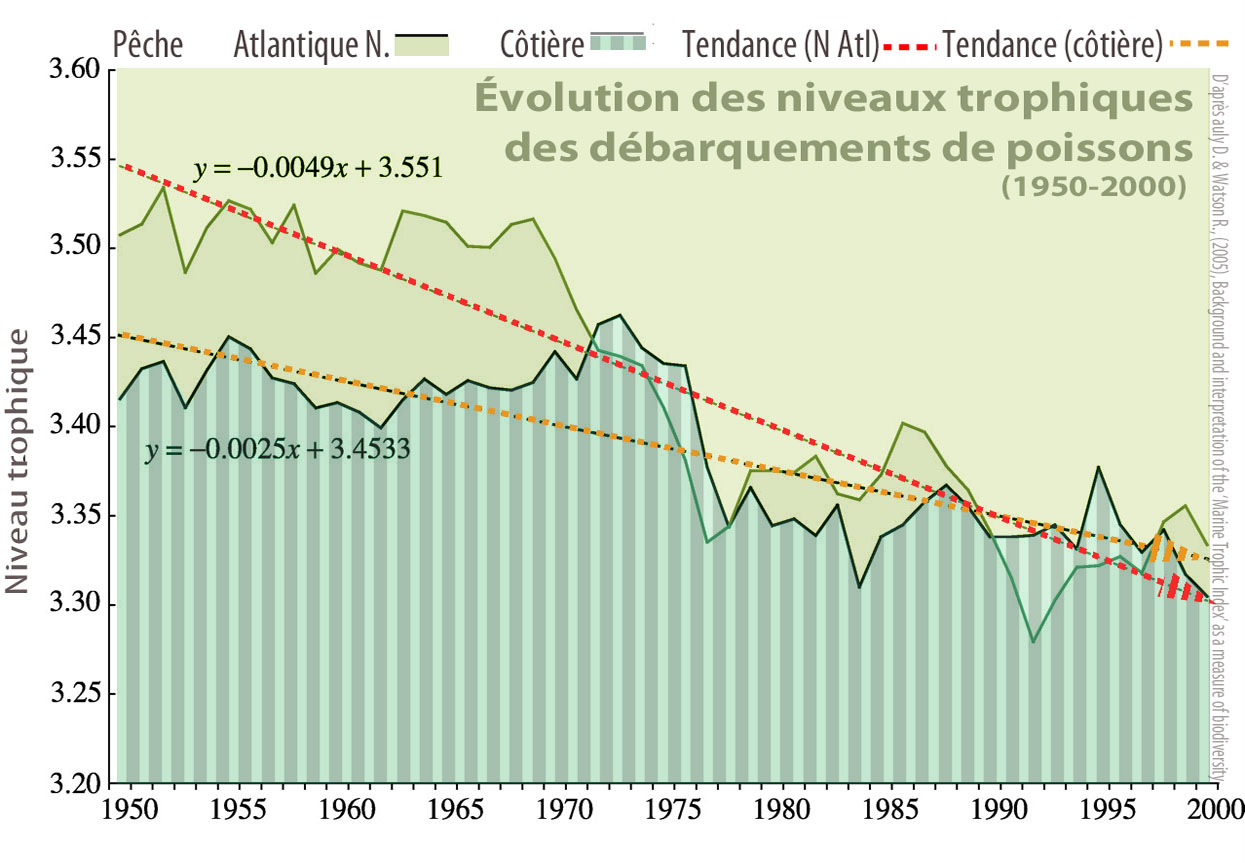
La richesse trophique est un des indicateurs reconnus par la CDB comme indice ou indicateur de la biodiversité marine. Elle est en forte régression dans les cinquante dernières années dans le monde et notamment dans les pêcheries de l'Atlantique-Nord et des zones côtières (poisson débarqué, sachant qu'une partie a été jetée en mer) (pour la période 1950–2000). On peut remarquer un déclin encore plus rapide (mais plus tardivement entamé ?) dans l'Atlantique Nord où les pêcheries industrielles sont très actives.

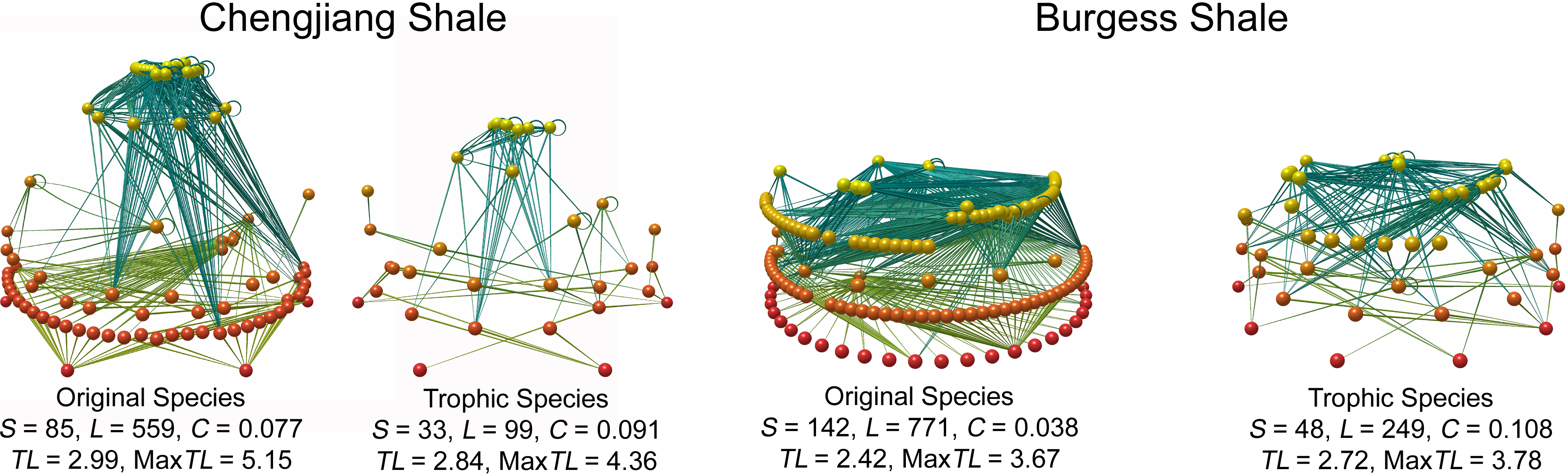
Représentation graphique de réseaux trophiques (chaîne alimentaire) et niveaux trophiques pour les paléoenvironnements de Chengjiang et de Burgess (Cambrien). S = nombre d'espèces (nœuds). L= nombre de liens trophiques. C= connectance ; L/S2. MaxTL = niveau trophique max. d'une espèce dans le réseau.

## Producteurs, consommateurs
De manière simplifiée, on distingue trois niveaux fondamentaux (plus ou moins subdivisés selon les écosystèmes) : producteurs, consommateurs et décomposeurs, autrement dit :
1. ceux qui fabriquent leur nourriture à partir de l'environnement (les plantes et les  micro-organismes autotrophes) et qui ne mangent pas d'autres espèces ;
2. les animaux (dont zooplancton, invertébrés et insectes) qui mangent ces plantes, et ceux qui mangent ces derniers, et ceux qui les mangent à leur tour et ainsi de suite.
3. et ceux qui mangent (détritivores) et décomposent (décomposeur) les déchets des espèces des deux premières catégories ou leurs propres déchets et leur propre nécromasse.

- Les végétaux et les micro-organismes autotrophes sont les premiers producteurs de matières organiques. Ils appartiennent au premier niveau trophique, celui des producteurs primaires.
- Les herbivores, consommateurs de ces végétaux, relèvent du deuxième niveau trophique, celui des consommateurs primaires ou consommateurs de premier ordre. Cela va des petits organismes brouteurs d'algues aux grands mammifères végétaliens, en passant par la plupart des insectes et les rongeurs. Ce sont également des producteurs secondaires puisqu'ils servent de nourriture aux carnivores qui sont qualifiés de consommateurs secondaires.
- Les carnivores, prédateurs se nourrissant d'autres êtres vivants, sont eux rattachés aux troisième, quatrième, cinquième, etc. niveaux trophiques.
- Les omnivores, consommateurs à la fois de substances végétales et animales, appartiennent aux deuxième et troisième niveaux.
- Les décomposeurs (essentiellement les communautés bactériennes et fongiques) et les détritivores (essentiellement des microarthropodes et des vers) sont des consommateurs particuliers qui font partie du second niveau trophique ou des suivants.

La réalité est plus complexe, avec quelques espèces parfois intermédiaires (certaines plantes carnivores par exemple).
Cependant, le niveau trophique ne traduit pas la relation proie-prédateur telle qu'on l'imagine généralement lorsque l'on parle de la chaîne alimentaire, mais illustre plutôt les habitudes alimentaires de l'espèce. Ainsi, l'appartenance de l'homme au second niveau trophique ne signifie pas pour autant que l'espèce humaine ait de nombreux prédateurs, mais seulement qu'il s'alimente de beaucoup de végétaux.

## Exemples
Selon la nature des espèces et les sources utilisées, le niveau trophique précis peut être parfois difficile à établir.
Les plantes, le phytoplancton et les organismes similaires sont au niveau 1,0. La plupart des vers sont typiquement classés au niveau 2,1 ; un insecte commun 2,2 ; une méduse 3,0 ; un oiseau commun 3,6 ; un petit mammifère commun 4,1,.
Le niveau trophique moyen d'un humain, contrairement à ce que l'on pourrait penser, est proche de 2,2, comme les porcs ou les anchois,.
Cette moyenne peut être parfois très éloignée de la réalité, car les habitudes alimentaires des humains modernes sont très complexes et varient grandement. Par exemple, dans la cuisine inuite, la base alimentaire est constituée de phoque ou de morse, ce qui ferait qu'un inuit a plutôt un niveau proche de 5. Avant l'avènement de l'agriculture, le niveau trophique des humains était probablement plus élevé qu'aujourd'hui. Le développement de l'agriculture aurait considérablement réduit le niveau trophique des humains.